# Hjalmar Johansen
Fredrik Hjalmar Johansen (15. května 1867 Skien – 3. ledna 1913 Christiania) byl norský polární objevitel. Zúčastnil se první a třetí výpravy lodi Fram. Plavil se s Fridtjofem Nansenem při jeho expedici v letech 1893–1896 a doprovázel ho při pokusu dostat se co nejblíže k severnímu pólu. Zúčastnil se rovněž Amundsenovy výpravy na jižní pól v letech 1910–1912.

## Mládí
Narodil se ve Skienu v jihonorském regionu Telemark jako druhý nejstarší syn z celkem pěti dětí Jense Johansena (1838–1888) a Maren Pedersdatterové (1838–1907). Navštěvoval právnickou fakultu Královské Fredrikovy univerzity (nyní Univerzita v Oslu), ale vzhledem k nevalné docházce byly jeho studijní výsledky chabé. Smrt jeho otce, když bylo Johansenovi 21, uspíšila jeho rozhodnutí školu opustit. Poté krátce pracoval v kanceláři. V té době však už byl dobře známý jako sportovec. Byl nejen výborným lyžařem, ale i sportovním gymnastou. V roce 1885 se ve Fredrikshaldu stal gymnastickým mistrem Norska a roku 1889 v Paříži dokonce mistrem světa.

## Objevitelské výpravy

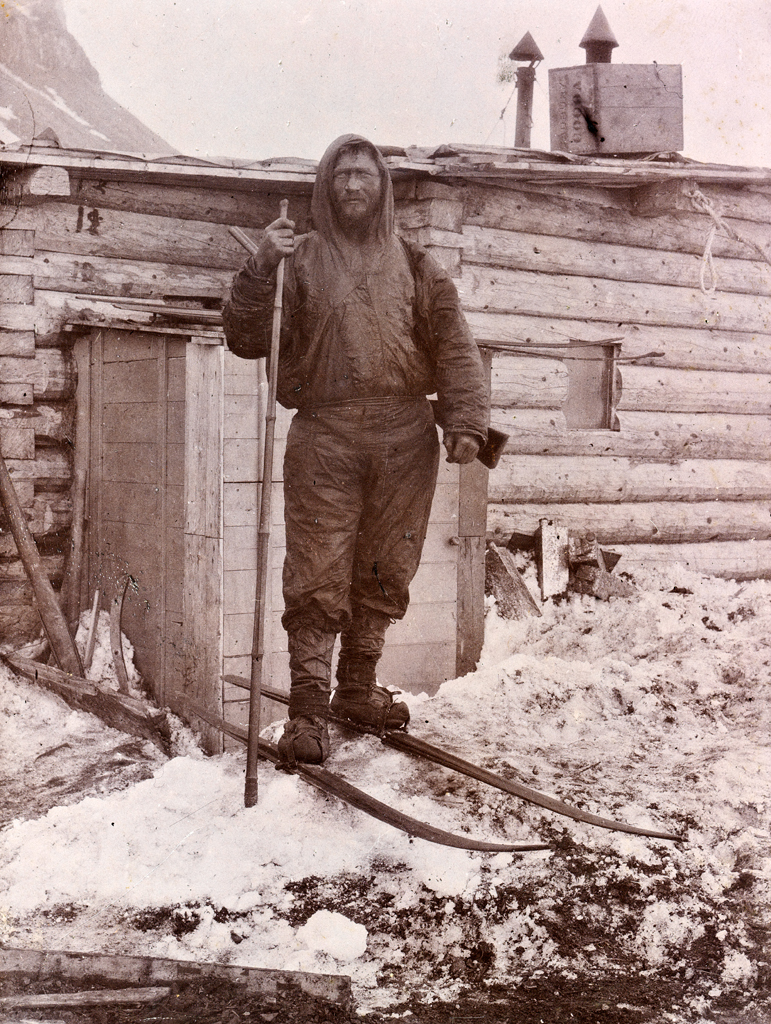
Johansen v roce 1896

### Arktida
Roku 1893 se připojil k Nansenově polární výpravě na lodi Fram. Musel se spokojit s místem topiče, jelikož ostatní místa již byla obsazená. Poté co Fram zamrzla, se stal pomocníkem poručíka Sigurda Scott-Hansena (1868–1937), který měl na starosti meteorologická pozorování. Johansen byl zkušený psovod. Na lyžích a s psím spřežením doprovázel Nansena při jeho pokusu o dosažení severního pólu, při němž se roku 1895 dostali na do té doby nejseverněji člověkem dosažené místo, kde Nansen naměřil 86°13'6” severní šířky. Při zpáteční cestě domů byli Nansen s Johansenem nuceni přezimovat v Zemi Františka Josefa, neboť se jim při překonávání vodních ploch mezi ledovými poli vážně poškodily jejich kajaky. Během této výpravy se Johansen jednou propadl ledem a Nansen ho jen taktak zachránil. Dostal také ránu do hlavy od ledního medvěda.
Členové Nansenovy výpravy byli po návratu domů oslavováni jako hrdinové. Johansen byl povýšen na kapitána norské pěchoty. Ale vzhledem k nadměrnému požívání alkoholu byl roku 1907 požádán, aby armádu opustil. V letech 1907 až 1909 se zúčastnil čtyř výprav na Špicberky.

### Antarktida
V roce 1910 patřil k členům Amundsenovy výpravy na lodi Fram plující do Antarktidy. Amundsen, který soupeřil o prvenství v dosažení jižního pólu s britským polárníkem Robertem Falconem Scottem, vyrazil se svými muži příliš brzy a musel se vrátit do základního tábora v Zátoce velryb.
Johansen s uspěchaným startem výpravy nesouhlasil, na zpáteční cestě musel navíc zachraňovat méně zkušeného prvního důstojníka Fram Kristiana Prestruda před umrznutím, zatímco Amundsen si vzal nejlepší psí spřežení a bez ohledu na ostatní uháněl před blížící se sněhovou bouří do tábora. Prestrud a Johansen tak neměli ani stan, ani nádobu, v níž by si rozehřáli sníh, a proto jim nezbylo než v blizardu, kdy teplota vzduchu klesala až k −50 °C, co nejrychleji spěchat po nebezpečně strmém horském svahu do tábora.
Johansen zachránil Prestruda před smrtí a dopravil ho do základního tábora. Neúspěch však rozzuřil i Amundsena. Po příchodu do Zátoky velryb se s ním Johansen před ostatními ostře pohádal. Amundsen ho poté vyloučil ze skupiny, která se měla vypravit k jižnímu pólu. Navíc ho ještě potrestal tím, že mu nakázal podřídit se Prestrudovi, a oběma nařídil, aby vypluli na druhořadou výpravu, jejímž cílem měl být průzkum Země krále Edvarda VII., zatímco ostatní členové hlavní výpravy se znovu vydali na cestu k pólu.
Amundsenova skupina úspěšně dosáhla jižního pólu a poté se připojila ke zbytku výpravy. Při prvním přistání Fram v Tasmánii Amundsen vyloučil Johansena z posádky, vyplatil ho a nařídil mu, aby se do Norska vrátil na vlastní náklady. Poté co Johansen opustil loď, přinutil Amundsen ostatní členy posádky podepsat prohlášení mlčenlivosti o celé výpravě. Jedině on měl mít právo o výpravě psát. Po svém návratu do Norska Johansen zjistil, že mu Amundsen nikdy nepřizná zásluhy za jakýkoli příspěvek k výpravě včetně jeho hrdinské záchrany Prestrudova života.
Johansen byl vyznamenán pamětní Medailí Jižního pólu (Sydpolsmedaljen), kterou založil král Haakon VII. v roce 1912 jako odměnu pro účastníky Amundsenovy výpravy k jižnímu pólu. Vrátil se však k nadměrnému pití, začal mít deprese a roku 1913 spáchal sebevraždu. Zůstala po něm žena Hilda Øvrumová (1868–1956) a jejich čtyři děti.

## Odkaz
Po Johansenově smrti upadlo jeho jméno převážně v zapomnění. Vše se změnilo, teprve když spisovatel a novinář Ragnar Kvam, Jr. vydal v roce 1997 životopis tohoto zapomenutého polárníka Den tredje mann: Beretningen om Hjalmar Johansen. Díky této a dalším pracím bylo Fredriku Hjalmaru Johansenovi po letech navráceno jeho místo v dějinách norských polárních objevů.
Roku 2005 Mezinárodní hydrografická organizace oficiálně schválila návrh amerického polárního badatele pojmenovat po Hjalmaru Johansenovi nově objevený vulkanický útvar na dně Atlantského oceánu severozápadně od Špicberků. Jeho souřadnice jsou: 82°57' severní šířky a 3°40' západní délky. Vrchol této podmořské hory leží v hloubce 4800 m.